# گمینا چارن بور
گمینا چارن بور (به لهستانی:  Gmina Czarny Bór) یک گمینا در لهستان است که در شهرستان واوبژخ واقع شده‌است. گمینا چارن بور ۶۶٫۳۱ کیلومتر مربع مساحت و ۴٬۸۲۸ نفر جمعیت دارد.